# Dynamenella nipponica
Dynamenella nipponica là một loài chân đều trong họ Sphaeromatidae. Loài này được Nishimura miêu tả khoa học năm 1969.